# Campo municipal Ponte dos Brozos
El campo municipal Ponte dos Brozos es un campo de fútbol del municipio español de Arteijo, en la provincia de La Coruña, Galicia. Es propiedad del Ayuntamiento de Arteijo y en él juega sus partidos como local el Atlético Arteixo.
Dispone de un terreno de juego de hierba natural de 100 x 62 metros. Cuenta con una grada cubierta con capacidad para unas 2000 personas, aparcamiento y otro campo anexo de hierba artificial.